# 十島村立宝島学園
十島村立宝島学園（としまそんりつたからじまがくえん）は鹿児島県鹿児島郡十島村の宝島にある村立の義務教育学校。

## 概要
トカラ列島（十島村）の有人島では南限（無人島は横当島及び上ノ根島がある）にある宝島に唯一所在している義務教育学校であり、かつては宝島にある本校の他に宝島の北東にある小宝島に分校が設置されていた。また、悪石島にも分教場が設置されていたが1960年に独立し、十島村立悪石島小中学校となった。尚、十島村内の小中学校では十島村山海留学制度が行われており、宝島小中学校でも島外からの留学生の受け入れを行っている。
宝島小中学校の前身となる宝島小学は1874年に宝島の島民の共同出資により設置された小学校でありトカラ列島の島々では最も早く設置された。小宝島には1930年以前は教育施設は設置されていなかったが、1930年に十島村にある島々の小学校が十島村に移管され宝島小学が十島村立宝島尋常小学校に改称した際に小宝島分教場として初めて小宝島に小学校が設置された。小宝島分校は2016年4月より十島村立小宝島小中学校として独立した。
宝島中学校は県内の公立高等学校のうち全日制普通科に設定されている学区の制限を受けない中学校のひとつに指定されている。

### 児童生徒数の変遷
1895年（明治28年）当時は男子のみ30人が在籍し、学制改革後の1954年（昭和29年）では中学校に42名、1958年（昭和33年）には小学校に72名、中学校に28名が在籍していたが、徐々に児童生徒数は減少していき、1980年（昭和55年）の在籍者数は20名、2001年（平成13年）の在籍者数は9名となった。2025年現在の在籍者数は25名である。

## 沿革
- 1874年（明治7年） - 島民の共同出資により宝島小学として開校[2]
- 1889年（明治22年） - 学校を旧戸長役場に移転[2]。
- 1930年（昭和5年） - 宝島小学を宝島尋常小学校に改称し、十島村に移管[2]。同時に宝島尋常小学校小宝島分教場、宝島尋常小学校悪石島分教場を設置[4]。
- 1941年（昭和16年） - 国民学校令が施行されたのに伴い、宝島国民学校及び宝島国民学校小宝島分校、宝島国民学校悪石島分教場にそれぞれ改称。
- 1948年（昭和23年） - 学制改革に伴い、宝島国民学校は宝島小学校に改称し同時に中学校を併置し、宝島小中学校となり、宝島国民学校小宝島分教場は宝島小中学校小宝島分校に改称、悪石島分教場は宝島小中学校悪石島分校に改称。
- 1952年（昭和27年） - トカラ列島が本土復帰し、同時に十島村が発足。十島村立宝島小中学校に改称（同時に小宝島分校は十島村立宝島小中学校小宝島分校、悪石島分校は十島村立宝島小中学校悪石島分校にそれぞれ改称）。
- 1960年（昭和35年） - 悪石島分教場が独立し、十島村立悪石島小中学校となる[5]。
- 1979年（昭和54年） - 小宝島分校が児童生徒数減少に伴い廃校となる[6]。
- 1988年（昭和63年） - 小宝島分校再開（但し、小学校課程のみ）[6]。
- 1989年（平成元年） - 小宝島分校の中学校が再開する[6]。
- 2016年（平成28年） - 小宝島分校が十島村立小宝島小中学校として独立。
- 2024年（令和6年）4月1日 - 十島村立小中併設校の義務教育学校への移行に伴い十島村立宝島学園となる[7][8]。

## 周辺
- 十島村役場宝島出張所
- 宝島郵便局